# Lanius marwitzi
Lanius marwitzi é uma espécie de ave da família Laniidae.
É endémica da Tanzânia.